# Витки мишић
Витки мишић је најповршнији мишић на унутрашњој страни бутине. Танак је и спљоштен, широк горе, узан и сужен доле.

## Анатомија
Витки мишић је дугачак и грацилни мишић који се налази у медијалном (адукторском) делу бутине. Он чини део групе аддукторских мишића заједно са аддуцтор лонгус, аддуцтор бревис, аддуцтор магнус и пецтинеус мишићима. Грацилис је најповршнији адуктор кука, који прекрива преостала четири. Иако је најслабији члан он је једини адуктор кука који се укршта и делује на два зглоба; кук и колено.
Витки мишић се протеже од карличне кости до голењачее и захваљујући њему смо способни за адукцију и флексију бутине, као и за флексију ногу и медијалну (унутрашњу) ротацију. Ове радње имају неколико важних улога, на пример, балансирање трупа током ходања.
Витки мишић је танак, раван, дугачак мишић који се везује за карлилну кост и глађњачку кост Почиње широко, а затим се сужава како се приближава тачки уметања. Мишић настаје кроз танку апонеурозу са три места која се налазе на ишијуму и пубису:
- медијалној маргини доње половине предњег тела пубиса

- целу површину доњег стидног рамуса

- мали део рамуса исхиума близу његове суседне тачке са инфериорним пубичним рамусом

Мишићна влакна путују наниже и на крају се стапају у округлу тетиву која иде иза тетиве сарториуса и пролази кроз медијални кондил бутне кости. На нивоу проксималног дела голењаче, тетива витког мишића се савија, а затим се шири око медијалног кондила голењаче. Овде се спаја са пес ансеринусом, који представља спојену тетиву која се састоји од тетива три различита мишића; витког мишића, сарторијус и семитендиносус.

## Функција
Витки мишић делује на зглобове кука и колена, што доводи до неколико покрета:
- Снажна флексија ноге и медијална (унутрашња) ротација око коленског зглоба када је колено у полусавијеном положају.

- Слаба флексија и адукција бутине око зглоба кука, једноставно помаже другим, снажнијим адукторима бутине.

Најважнија функција витког мишића је да помогне мишићима тетиве колена да савијају колено, (нпе. током почетне фазе замаха у ходању или током веслања чамцем). Медијална ротација ноге такође постаје евидентна током ходања, када је стопало чврсто постављено на тло. Када је доњи екстремитет фиксиран, витки мишић бочно ротира бутну кост и карлицу око голењаче, која делује као ослонац. Ова акција је важна за балансирање. Међутим, сви покрети витког мишића постају очигледни током јахања, када мишић помаже јахачу да обухвати коња (адукција бутине) и контролише савијање колена.

## Клинички значај
Да би се тестирала анатомија и опсег покрета витког мишића, пацијент треба да савије ногу против отпора и да је ротира медијално. Ова комбинација доказује локацију  тетиве  витког мишића суперомедијално од поплитеалне јаме колена. То је најмедијалнија и предња, или горња, тетива овог региона. 
Витки мишић се може палпирати све до свог порекла ако се тетива прати проксимално. Тестирање покрета грацилиса врши се савијањем колена пацијента на приближно деведесет степени, унутрашњом ротацијом ноге и одржавањем ових положаја уз привлачење бутине.
Тетива витког мишића се обично користи као лигамент за реконструкцију поцепаних тетива и лигамената по целом телу, посебно у колену (предњи укрштени лигамент). Студије су показале да уклањање тетива витког мишића слаби изометријску контракцију и флексију колена, али без нарушавања квалитета живота пацијента и  покрете ногу.

## Галерија
- Right hip bone. External surface.
- Structures surrounding right hip-joint.
- Muscles of the iliac and anterior femoral regions.
- Muscles of the gluteal and posterior femoral regions.
- The left femoral triangle.
- Nerves of the right lower extremity. Front view.
- Gracilis muscle
- Gracilis muscle
- Gracilis muscle
- Gracilis muscle
- Gracilis muscle
- Gracilis muscle
- Gracilis muscle
- Gracilis muscle
- Muscles of thigh. Lateral view.
- Muscles of thigh. Cross section.